# Stazione di Marina di Maratea
La stazione di Marina di Maratea è una fermata ferroviaria posta a 40 metri s.l.m. sulla ferrovia Battipaglia-Reggio Calabria e ubicata nella frazione omonima del comune di Maratea.

## Storia
La stazione di Marina di Maratea venne attivata il 1º aprile 1916.
La stazione venne totalmente ricostruita in seguito al raddoppio della Tirrenica avvenuto alla metà degli anni sessanta.
Rimane visibile il vecchio tracciato a binario singolo, ormai disarmato, al centro degli attuali due binari, l'originario ponte in mattoni allargato in seguito al raddoppio (ora in uso anche come sottopasso) e, in direzione sud, il tracciato "in trincea" abbandonato, disarmato e recuperato come proprietà privata, che porta alla galleria singola, anch'essa chiusa e privata.
Successivamente venne declassata a fermata.

## Strutture e impianti

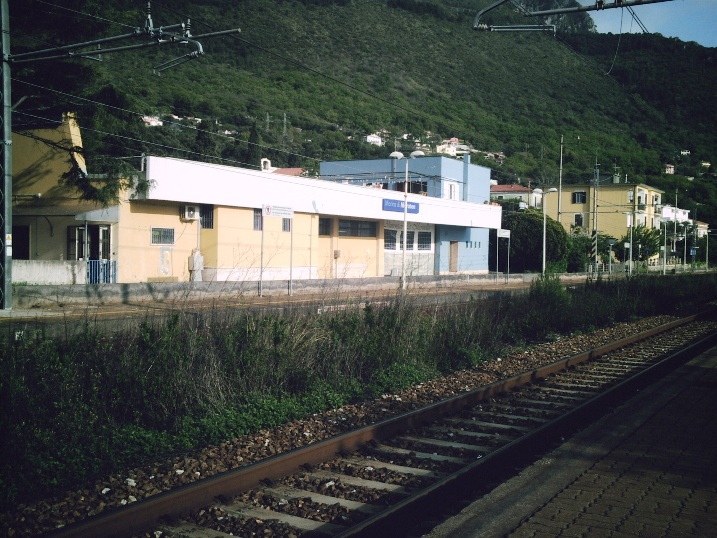
La stazione oggi.

Caratteristica della struttura è la mancanza di un vero sottopassaggio per il collegamento dei due binari: la stazione si trova sospesa su un ponte, il cui passaggio sottostante funge da sottopassaggio.
Tale ponte/sottopassaggio è costituito dal ponte originario in mattoni in uso prima del raddoppio della linea, affiancato e rafforzato ad entrambi i lati da ponti in cemento armato costruiti proprio durante il raddoppio. Tale nucleo risulta un blocco compatto, ma i due binari attuali appoggiano unicamente sui "nuovi" ponti ai lati, lasciando al centro uno spazio vuoto tra i binari in corrispondenza del ponte vecchio in mattoni.

## Movimento
La stazione è servita da treni di carattere regionale.

## Servizi
La stazione dispone di:
- Sottopassaggio
- Bar